# Okręg wyborczy Tavistock
Okręg wyborczy Tavistock powstał w 1330 r. i wysyłał do angielskiej, a później brytyjskiej, Izby Gmin dwóch deputowanych. W 1868 r. liczbę mandatów zmniejszono do jednego. Okręg został zlikwidowany w 1974 r. Okręg obejmował miasto Tavistock w hrabstwie Devon.

## Deputowani do brytyjskiej Izby Gmin z okręgu Tavistock

### Deputowani w latach 1660–1868
- 1660–1661: William Russell
- 1660–1673: George Howard
- 1661–1661: John Davie
- 1661–1679: William Russell
- 1673–1685: Francis Drake
- 1679–1685: Edward Russell
- 1685–1689: James Butler
- 1685–1689: John Beare
- 1689–1703: Robert Russell
- 1689–1695: Francis Drake
- 1695–1696: James Russell
- 1696–1696: Ambrose Manaton
- 1696–1701: Francis Drake
- 1701–1702: Edward Russell
- 1702–1703: James Russell
- 1703–1708: James Bulteel
- 1703–1711: Henry Manaton
- 1708–1728: John Cope
- 1711–1715: James Bulteel
- 1715–1734: Francis Drake
- 1728–1734: Humphrey Monoux
- 1734–1747: Charles Fane
- 1734–1741: Sidney Meadows
- 1741–1742: Sherard Manners
- 1742–1747: James Hamilton, 1. wicehrabia Limerick
- 1747–1747: Richard Leveson-Gower
- 1747–1754: Thomas Brand
- 1747–1754: Richard Wrottesley
- 1754–1788: Richard Rigby
- 1754–1754: Jeffrey French
- 1754–1761: Richard Vernon
- 1761–1774: Richard Neville Aldworth
- 1774–1807: Richard Fitzpatrick
- 1788–1790: John Russell
- 1790–1790: Charles William Wyndham
- 1790–1802: John Russell
- 1802–1807: Robert Spencer
- 1807–1819: William Russell
- 1807–1808: Charles Grey, wicehrabia Howick, wigowie
- 1808–1812: George Ponsonby
- 1812–1813: Richard Fitzpatrick
- 1813–1817: John Russell, wigowie
- 1817–1818: Robert Spencer
- 1818–1820: John Russell, wigowie
- 1819–1826: John Peter Grant
- 1820–1820: John Nicholas Fazakerly
- 1820–1830: Hugh Fortescue, wicehrabia Ebrington, wigowie
- 1826–1830: William Russell
- 1830–1831: William Russell
- 1830–1831: John Russell, wigowie
- 1831–1832: John Heywood Hawkins
- 1831–1832: Francis Russell
- 1832–1841: William Russell
- 1832–1835: Charles Richard Fox
- 1835–1843: John Rundle
- 1841–1847: Edward Russell
- 1843–1852: John Salusbury Trelawney
- 1847–1852: Edward Russell
- 1852–1853: Samuel Carter
- 1852–1857: George Byng, wigowie
- 1853–1857: Robert Joseph Phillimore
- 1857–1865: John Salusbury Trelawney
- 1857–1868: Arthur Russell
- 1865–1868: Joseph d’Aguilar Samuda

### Deputowani w latach 1868–1974
- 1868–1885: Arthur Russell
- 1885–1892: Hugh Fortescue
- 1892–1900: Hugh Luttrell
- 1900–1906: John Spear
- 1906–1910: Hugh Luttrell
- 1906–1918: John Spear
- 1918–1922: Charles Williams
- 1922–1924: Maxwell Thornton, Partia Liberalna
- 1924–1928: Philip Kenyon-Slaney, Partia Konserwatywna
- 1928–1931: Wallace Duffield Wright, Partia Konserwatywna
- 1931–1942: Colin Patrick, Partia Konserwatywna
- 1942–1966: Henry Studholme, Partia Konserwatywna
- 1966–1974: Michael Heseltine, Partia Konserwatywna